# Tripodanthus
Tripodanthus é um género botânico pertencente à família Loranthaceae.

## Espécies
- Tripodanthus acutifolius
- Tripodanthus belmirensis
- Tripodanthus chodatianus'
- Tripodanthus destructor
- Tripodanthus eugenioides
- Tripodanthus flagellaris
- Tripodanthus ligustrinus
- Tripodanthus suaveolens